# Arcangiolo Pacchiani
Arcangiolo Pacchiani detto Pacchiano (Massa Marittima, ... – ...; fl. XVIII secolo) è stato un fantino italiano.
Noto anche come Maremmano, vinse per due volte il Palio di Siena.

## Carriera
Pacchiano esordì a Siena il 16 agosto 1782 con il giubbetto della Pantera.
Tornò in Piazza del Campo poco meno di tre anni dopo, alla carriera di agosto (rinviata al 17 per maltempo) del 1785, quale fantino della Lupa. Nonostante il cavallo toccato in sorte alla contrada di Vallerozzi fosse ritenuto di scarso valore, Pacchiano battagliò per l'intera corsa nelle posizioni di testa con Annibale, Dorino e Biggèri, portacolori rispettivamente dell'Onda, della Torre e della Chiocciola. La lotta che ne derivò fu entusiasmante, al punto che il resoconto dei giudici della vincita descrisse la carriera come "uno dei più belli Palj, che si siano veduti al mondo": alla fine fu proprio Pacchiano a vincere, oltretutto regalando alla Lupa, già vittoriosa a luglio, il suo primo storico cappotto.
La carriera di Pacchiano proseguì con due ulteriori Palii di mezz'agosto disputati nel 1786 con la Chiocciola e nel 1788 con il Leocorno.
Nel 1789, ancora al Palio di agosto, Pacchiano difese i colori dell'Oca. Nuovamente dato per sfavorito, rimase per buona parte della carriera dietro ai battistrada Nacche e Dorino, nell'ordine fantini della Lupa e della Giraffa. Al terzo e ultimo Casato, Dorino affiancò Nacche, che a propria volta ne afferrò il cavallo per le briglie: Pacchiano approfittò del reciproco ostacolo fra i due per sopravanzarli, conquistando la vittoria.
Con il proprio secondo successo, tuttavia, Pacchiano concluse la propria carriera di fantino a Siena.

## Presenze al Palio di Siena
Le vittorie sono evidenziate ed indicate in neretto.
| Palio          | Contrada   | Cavallo                 | Note |
| -------------- | ---------- | ----------------------- | ---- |
| 16 agosto 1782 | Pantera    | Sauro di G. Nardi       |      |
| 17 agosto 1785 | Lupa       | Morello di L. Fanciulli |      |
| 16 agosto 1786 | Chiocciola | Morello di A. Giusti    |      |
| 18 agosto 1788 | Leocorno   | Morello di G. Gigli     |      |
| 18 agosto 1789 | Oca        | Morello di F. Baldi     |      |